# ویلا دل توتورال
ویلا دل توتورال (به اسپانیایی: Villa del Totoral) یک منطقهٔ مسکونی در آرژانتین است که در Totoral Department واقع شده‌است. ویلا دل توتورال ۷٬۱۱۰ نفر جمعیت دارد.